# Кркотич, Милош
Ми́лош Кркотич (черног. Miloš Krkotić; 29 сентября 1987, Титоград) — черногорский футболист, полузащитник клуба «Бали Юнайтед».

## Клубная карьера
Кркотич в 2006 году начал свою профессиональную карьеру в составе черногорского клуба «Зета». Здесь он в первом же своем сезоне стал победителем чемпионата Черногории.
В 2011 году Милош заключил контракт с кишинёвской «Дачией».

## Сборная
Кркотич начиная с 2013 года выступает за сборную Черногорию.

## Достижения
«Зета»
- Чемпион Черногории: 2006/07

 «Дачия»
- Серебряный призёр чемпионата Молдавии (2): 2011/12, 2012/13
- Обладатель Суперкубка Молдавии: 2011